# Канал Рајна—Мајна—Дунав
Канал Рајна—Мајна—Дунав (такође познат као Канал Мајна—Дунав, РМД канал или Европски канал), који се налази у Баварској, у Немачкој, спаја реке Мајну и Дунав, на правцу од Бамберга, преко Нирнберга, до Регензбурга. Овај канал обезбеђује пловну везу између делте Рајне (код Ротердама у Холандији) и делте Дунава у источној Румунији, повезујући Северно море и Атлантски океан са Црним морем. Завршен је 1992. године и дугачак је 171 km.
Од Бамберга до Фирта, канал прати долину Регница, притоке Мајне. Од Фирта до иза Рота, прати долину Редница, притоке Регница. Канал тада пролази кроз Франачку Јуру и спаја се са реком Алтмил близу Дитфурта. Од Дитфурта до Келхајма на Дунаву, канал тече кроз долину Алтмила.